# Jack Legs Diamond
Jack " Legs " Diamond (posiblemente nacido como John Thomas Diamond, aunque es discutido;   10 de julio de 1897 - 18 de diciembre de 1931), también conocido como John Nolan y Gentleman Jack, fue un gángster irlandés-estadounidense en Filadelfia y Nueva York durante la época de la Ley Seca. Contrabandista y estrecho colaborador del apostador Arnold Rothstein, Diamond sobrevivió a numerosos intentos de asesinato entre 1916 y 1931, lo que le valió el apodo de "el plato de tiro del submundo". En 1930, la némesis de Diamond, Dutch Schultz, le comentó a su propia pandilla: "¿No hay nadie que pueda dispararle a este tipo para que no rebote?".

## Primeros años
Jack Diamond nació el 10 de julio de 1897, hijo de Sara y John Moran, quienes emigraron de Irlanda a Filadelfia, Pensilvania, en 1891. En 1899, nació el hermano menor de Jack, Eddie. Jack y Eddie tuvieron dificultades en la escuela primaria, y Sara sufría de artritis severa y otros problemas de salud. Murió el 24 de diciembre de 1913, a causa de complicaciones provocadas por una infección bacteriana y fiebre alta. Luego John se trasladó con sus hijos a Brooklyn, Nueva York.
Diamond pronto se unió a una pandilla callejera de Manhattan, los Hudson Dusters. Su primer arresto por robo ocurrió tras irrumpir en una joyería el 4 de febrero de 1914. Diamond sirvió en el Ejército de los Estados Unidos durante la Primera Guerra Mundial pero fue condenado y encarcelado por deserción en 1918 o 1919. Cumplió dos años de prisión en la prisión militar de Leavenworth. Después de ser liberado en 1921, Diamond se convirtió en matón a sueldo y más tarde en guardaespaldas personal del apostador y hampón Arnold Rothstein.

## Estilo de vida
Diamond era conocido por llevar un estilo de vida bastante extravagante. Era un individuo enérgico; su apodo "Legs" (Piernas) derivaba de que era un buen bailarín o de lo rápido que podía escapar de sus enemigos. Su esposa Alice nunca apoyó su vida delictiva, pero no hizo mucho para disuadirlo de ella. Diamond era un mujeriego; su amante más conocida fue la corista y bailarina Marion "Kiki" Roberts.

## La prohibición y las guerras del contrabando en Manhattan
A finales de la década de 1920, aun estaba en vigor la Prohibición y la venta de cerveza y otras bebidas alcohólicas era ilegal en Estados Unidos. Diamond viajó a Europa para adquirir cerveza y narcóticos, pero fracasó. Sin embargo, consiguió licor, que era arrojado por la borda en barriles parcialmente llenos que flotaban hasta Long Island cuando los barcos entraban al puerto de Nueva York. Diamond pagaba a los niños locales cinco centavos por cada barril que llevaban a sus camiones.
Tras la muerte de Jacob "Little Augie" Orgen, Diamond supervisó las ventas ilegales de alcohol en el centro de Manhattan a través del Hotsy Totsy Club, un establecimiento en Broadway del que era parcialmente propietario Diamond. Este trabajo lo puso en conflicto con Dutch Schultz, quien quería ir más allá de su base en Harlem. Diamond también tuvo problemas con otras pandillas de la ciudad. El 14 de julio de 1929, Diamond y su colega Charles Entratta dispararon a tres alborotadores borrachos en el Hotsy Totsy Club; dos, William Cassidy y Simon Walker, murieron, mientras que el sobreviviente, Peter Cassidy, resultó gravemente herido. El barman del club, tres camareros y la chica del guardarropa "desaparecieron" (uno de ellos fue encontrado muerto a tiros en Nueva Jersey). Diamond no fue acusado, pero se vio obligado a cerrar el club. 
En 1930, Diamond y dos secuaces secuestraron al camionero Grover Parks en Cairo, Nueva York, exigiéndole saber dónde había obtenido su carga de sidra. Cuando Parks negó llevar algo, Diamond y sus hombres golpearon y torturaron a Parks, y finalmente lo dejaron ir. Unos meses más tarde, Diamond fue acusado del secuestro de James Duncan. Fue enviado a Catskill, Nueva York, para su primer juicio, pero fue absuelto. Sin embargo, fue declarado culpable en un caso federal por cargos relacionados y sentenciado a cuatro años de cárcel. Diamond fue juzgado en diciembre de 1931 en Troy, Nueva York, también por secuestro, pero fue nuevamente absuelto.

## Viaje a Europa

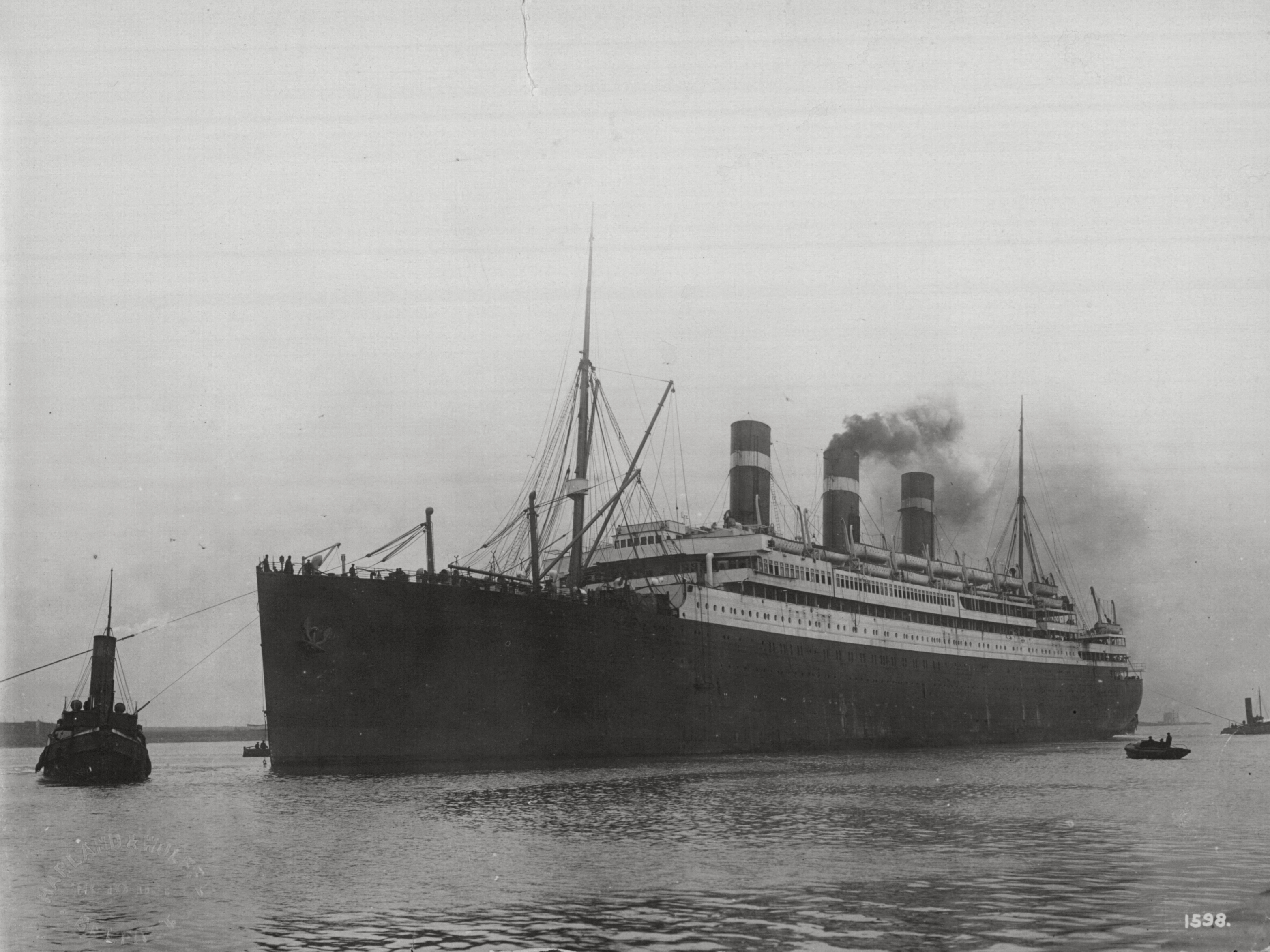
El transatlántico, en el que Diamond viajó a Europa en 1930.

El 23 de agosto de 1930, Diamond, bajo el nombre falso de John Nolan, abordó el transatlántico Belgenland, con destino a Europa.  El Departamento de Policía de la ciudad de Nueva York (NYPD) sospechaba que podría haber salido de los EE. UU. a bordo del RMS Olympic o el RMS Baltic, pero no fue encontrado en ninguno de los barcos cuando llegaron a Europa. El Departamento de Policía de Nueva York envió entonces un mensaje telegráfico inalámbrico a la tripulación del Belgenland, quienes respondieron que entre los pasajeros de primera clase había un hombre similar a la descripción de Diamond.  Diamond pasó gran parte del viaje en la sala de fumadores del barco jugando al póquer; un informe afirmó que ganó miles de dólares en este juego.  Los oficiales del Belgenland, sin embargo, refutaron esto, diciendo que sus ganancias eran pequeñas. 
El Departamento de Policía de Nueva York envió un telegrama a la policía de Inglaterra, Francia y Bélgica advirtiéndoles que Diamond era un personaje indeseable.  Cuando el Belgenland llegó a Plymouth el 31 de agosto, los oficiales de Scotland Yard le dijeron a Diamond que no se le permitiría desembarcar en Inglaterra. Diamond medio en broma dijo a los periodistas que quería viajar a la ciudad balnearia francesa de Vichy para "curarse". Diamond desembarcó en Amberes el 1 de septiembre, donde la policía belga lo trasladó a su cuartel general. Finalmente, Diamond aceptó abandonar voluntariamente Bélgica y fue subido a un tren rumbo a Alemania. Cuando su tren llegó a Aquisgrán, la policía alemana lo arrestó.   El 6 de septiembre, el gobierno alemán decidió deportar a Diamond; lo llevaron a Hamburgo y lo embarcaron en el carguero Hannover con destino en Filadelfia. 
El 23 de septiembre, el Hannover llegó a Filadelfia y Diamond fue arrestado inmediatamente por la policía de la ciudad. En una audiencia judicial ese día, el juez dijo que liberaría a Diamond si abandonaba Filadelfia en una hora. Diamond estuvo de acuerdo. 

## Intentos de asesinato y procesamiento
El 24 de octubre de 1924, Diamond recibió un disparo de perdigones y resultó herido, al parecer después de intentar secuestrar camiones de licor pertenecientes a un sindicato criminal rival.  
El 16 de octubre de 1927, Diamond intentó detener el asesinato de "Little Augie" Orgen. El hermano de Diamond, Eddie, era el guardaespaldas de Orgen, pero Diamond sustituyó a Eddie ese día. Mientras Orgen y Diamond caminaban por una calle del Lower East Side de Manhattan, tres jóvenes se les acercaron y comenzaron a disparar. Orgen resultó herido de muerte y Diamond recibió dos disparos bajo el corazón. Diamond fue llevado al Hospital Bellevue, donde finalmente se recuperó.  La policía entrevistó a Diamond en el hospital, pero él se negó a identificar a ningún sospechoso o ayudar con la investigación de alguna manera. La policía inicialmente sospechó que Diamond era cómplice y lo acusó de homicidio, pero el cargo fue retirado.  Los agresores fueron supuestamente contratados por Louis Buchalter y Gurrah Shapiro, que buscaban invadir el negocio de las redes de tráfico de ropa del distrito textil de Orgen.
El 12 de octubre de 1930, Diamond recibió un disparo y resultó herido en el Hotel Monticello en el West Side de Manhattan. Dos hombres entraron a la fuerza en la habitación de Diamond y le dispararon cinco veces. Todavía en pijama, Diamond se tambaleó hasta el pasillo y se desplomó. Cuando el comisario de policía le preguntó más tarde cómo logró salir de la habitación, Diamond dijo que primero bebió dos tragos de whisky. Diamond fue trasladado de urgencia al Hospital Policlínico, donde finalmente se recuperó.  Fue dado de alta el 30 de diciembre de 1930. 
El 21 de abril de 1931, Diamond fue arrestado en Catskill por cargos de agresión por la paliza de Parks en 1930. Dos días después, fue liberado de la cárcel del condado con una fianza de 25.000 dólares. Cinco días después, Diamond recibió otro disparo y resultó herido en el Aratoga Inn, un restaurante de carretera cerca de Cairo. Después de comer en el comedor con tres compañeros, Diamond recibió tres disparos y se desplomó junto a la puerta principal. Un residente local llevó a Diamond a un hospital en Albany,  donde supuestamente le dijo al cirujano que lo atendió: "Aún no han fabricado la bala que me matará". Diamond finalmente se recuperó. El 1 de mayo, mientras Diamond todavía estaba en el hospital, la policía del estado de Nueva York confiscó cerveza y alcohol ilegales por valor de más de 5.000 dólares de sus escondites en Cairo y en el Aratoga Inn. 
En agosto de 1931, Diamond y Paul Quattrocchi fueron juzgados por contrabando de alcohol.  Ese mismo mes, Diamond fue declarado culpable y sentenciado a cuatro años de prisión estatal. En septiembre de 1931, Diamond apeló su condena. 

## Muerte

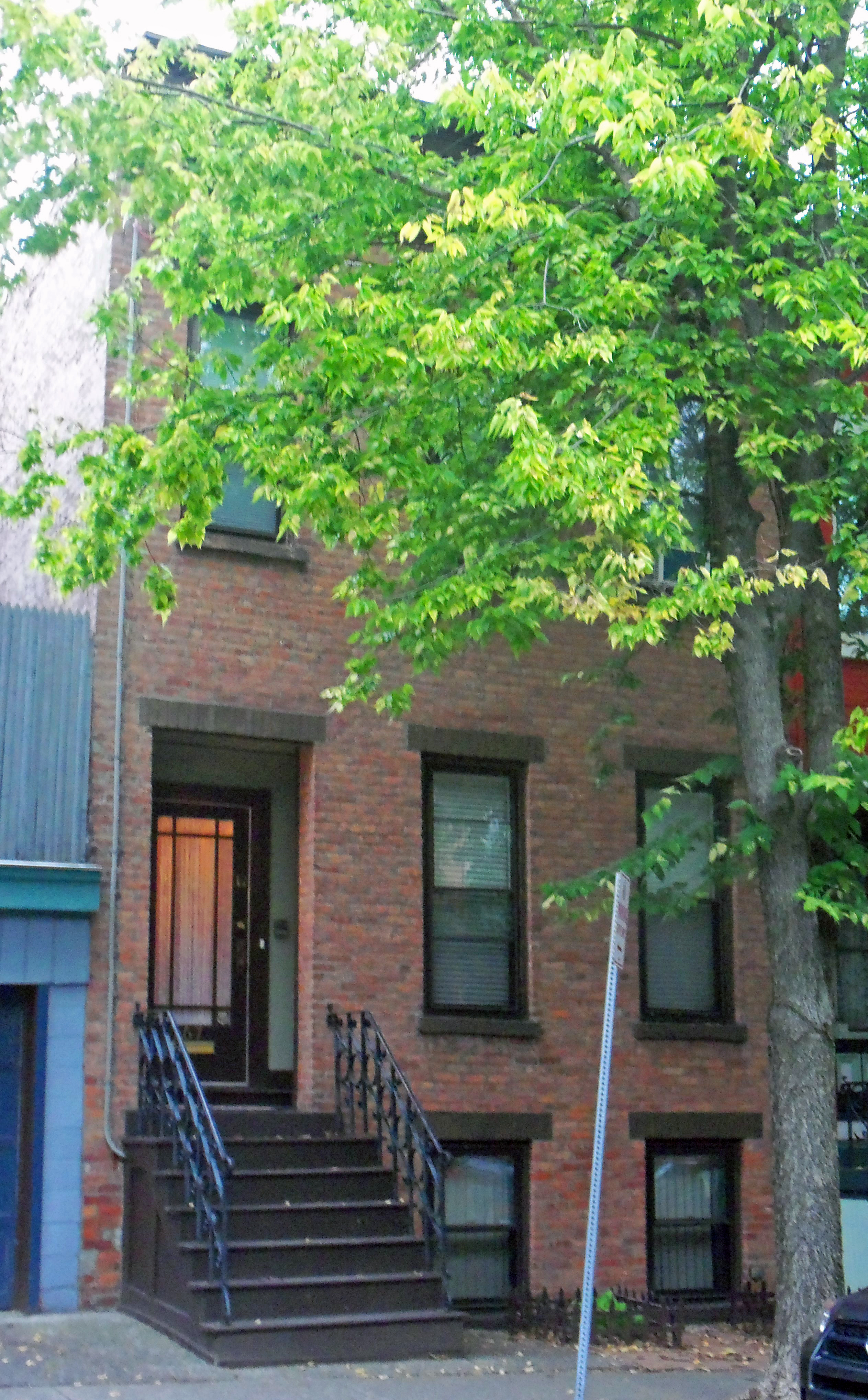
Casa en el 67 de Dove Street, donde Diamond fue asesinado en 1931.

El 18 de diciembre de 1931, los enemigos de Diamond finalmente lo alcanzaron. Diamond se había estado alojando en una casa de huéspedes en Dove Street en Albany mientras era juzgado por secuestro en Troy. La noche de su absolución, el 17 de diciembre, Diamond, su familia y amigos visitaron un restaurante en Albany. Más tarde, a la 1:00 a. m., Diamond y su amante, Marion "Kiki" Roberts, se entretuvieron en el Rain-Bo Room del Hotel Kenmore en North Pearl Street.
A las 4:30 a. m., Diamond, borracho, regresó a la pensión y se desplomó sobre su cama. Dos hombres armados entraron en la habitación aproximadamente una hora después. Uno de ellos lo inmovilizó y el otro le disparó tres veces en la nuca.

Se ha especulado mucho sobre quién fue responsable del asesinato. Entre los posibles candidatos se incluyen Abraham Weinberg, Schultz, los hermanos Oley, el Departamento de Policía de Albany y familiares de Red Cassidy, otro gángster irlandés estadounidense de la época. Según el autor William Kennedy en su libro O Albany, Dan O'Connell, que dirigía la maquinaria política demócrata local, ordenó la ejecución de Diamond, que fue llevada a cabo por la policía de Albany.  Las siguientes son las propias palabras de Dan O'Connell grabadas durante una entrevista de Kennedy en 1974, que aparecen en las páginas 203 y 204:
Para que la mafia pudiera actuar, necesitaban protección y saben que nunca la tendrán en esta ciudad. Ya lo decidimos hace años. Legs Diamond... Un día me llamó y me dijo que quería dedicarse al negocio de "seguros" aquí. Iba a vender "protección" a los comerciantes. Le envié un mensaje diciéndole que no iba a hacer ningún negocio en Albany y que no esperábamos verlo en la ciudad a la mañana siguiente. Él nunca empezó nada aquí.
Prior lo trajo aquí... pero lo traje a casa una vez más. Fitzpatrick eliminó a Legs.

O'Connell agregó que William Fitzpatrick [un sargento de policía en ese momento y luego jefe] y Diamond estaban "sentados en la misma habitación y [Fitzpatrick] lo siguió". Fitzpatrick le dijo que lo mataría si no continuaba.
 Dado el poder que tenía la maquinaria de O'Connell en Albany y su determinación de impedir que el crimen organizado, ajeno a ellos, amenazara su monopolio del vicio en la ciudad, algunos aceptan este relato de la historia. Para aquellos que creen en esta teoría, se dice que el ascenso de Fitzpatrick a jefe de policía fue una recompensa por ejecutar a Diamond. En 1945, el jefe Fitzpatrick fue asesinado a tiros en su propia oficina por John McElveney, un detective de la policía de Albany. McElveney fue sentenciado a entre 20 años y cadena perpetua. Fue liberado en 1957 cuando su sentencia fue conmutada por el gobernador W. Averell Harriman.
El 23 de diciembre de 1931, Diamond fue enterrado en el cementerio Mount Olivet en Maspeth, Queens. No hubo servicio religioso ni ceremonia junto a la tumba. Al entierro asistieron unas 200 personas, entre familiares y curiosos, y no se vio ningún criminal. 
El 1 de julio de 1933, Alice Kenny Diamond, la viuda de treinta y tres años de Diamond, fue encontrada muerta a tiros en su apartamento de Brooklyn. Se especuló que los enemigos de Diamond le dispararon para mantenerla callada. 

## En la cultura popular
- Estrenada el 3 de febrero de 1960, la película The Rise and Fall of Legs Diamond fue dirigida por el director Budd Boetticher y protagonizada por Ray Danton y Warren Oates. La película fue nominada a la lista de las 10 mejores películas de gánsteres del AFI. [24]
- El 20 de octubre de 1960, Diamond fue interpretado por Steven Hill en el episodio "Jack 'Legs' Diamond" de la serie Los Intocables protagonizada por Robert Stack.
- El corto de Looney Tunes de 1963, Los innombrables, presenta una aparición de "Jack 'Legs' Rhinestone", quien se muestra con un par de piernas elegantes. Su apellido es una referencia al diamante del mismo nombre.
- Una secuencia de animación de Terry Gilliam del programa de televisión británico Monty Python's Flying Circus (1969-1973) presenta un pollo gángster llamado "Eggs" Diamond.
- Legs, el primer libro del ciclo Albany del autor William Kennedy, se publicó en 1975. Sigue a Diamond hasta su muerte.
- El espectáculo de Broadway Legs Diamond fue un musical protagonizado por Peter Allen. Estuvo en cartel brevemente a finales de 1988 y principios de 1989. Duró sólo 64 representaciones y está considerado como uno de los fracasos legendarios de alto perfil de Broadway. [25]
- Josh Mosby interpretó a Legs Diamond en la película The Outfit de 1993. [26]
- El álbum debut de hip hop de 1995 del miembro de Wu-Tang Clan, Raekwon the Chef, Only Built for Cuban Linx, presenta un tema mafioso en el que él y cada artista invitado asumen un apodo de "Wu-Gambino". El apodo de Raekwon es Lex Diamond, un homenaje a Legs Diamond.
- Legs Diamond proporciona el trasfondo del cuento de 1996 "Running from Legs" de Ed McBain.